# Glypta ohioensis
Glypta ohioensis är en stekelart som beskrevs av Dasch 1988. Glypta ohioensis ingår i släktet Glypta och familjen brokparasitsteklar. Inga underarter finns listade i Catalogue of Life.